# Manchester Mark I
O Manchester Mark I foi um dos primeiros computadores eletrônicos desenvolvidos. Foi construído pela Universidade de Manchester do periodo de 1948 a 1949. Também era chamado de MADM (Manchester Automatic Digital Machine). Ele foi desenvolvido a partir do SSEM (ou "baby") pelo Prof. F. C. Williams e pelo Prof. Tom Kilburn (nesse caso o seu prótotipo - O Manchester MARK I - The Baby Machine) e teve importância histórica devido ao pioneirismo no uso de um tipo de registrador de índice em sua arquitetura, além de ter sido a plataforma na qual a Autocode, uma das primeiras linguagens de programação de "alto nível", foi desenvolvida. O Mark I como todos, servia para calcular operações aritméticas, dispondo ainda de sub-rotinas integradas que calculavam funções logarítmicas e trigonométricas; mesmo assim o Mark I era um calculador lento demorando 3 a 5 segundos para efetuar uma multiplicação, mas era totalmente automático e podia realizar cálculos extensos sem intervenção humana.